# Vuelta a Suiza 2017
La 81.ª edición de la Vuelta a Suiza fue una carrera de ciclismo en ruta por etapas que se celebró entre el 10 y el 18 de junio de 2017 sobre un recorrido de 1166,3 kilómetros con inicio en la ciudad de Cham y final en Schaffhausen.
La carrera formó parte del UCI WorldTour 2017, siendo la vigésimo cuarta competición del calendario de máxima categoría mundial.
La carrera fue ganada por el corredor esloveno Simon Špilak del equipo Katusha-Alpecin, en segundo lugar Damiano Caruso (BMC) y en tercer lugar Steven Kruijswijk (LottoNL-Jumbo).

## Equipos participantes
Tomaron parte en la carrera 22 equipos: 18 de categoría UCI WorldTour 2017 invitados por la organización y 4 de categoría Profesional Continental. Formando así un pelotón de 176 ciclistas de los que acabaron 140. Los equipos participantes fueron:
| WorldTeams (18)- AG2R La Mondiale - Astana - Bahrain-Merida - BMC Racing Team - Bora-Hansgrohe - Cannondale-Drapac - Dimension Data - FDJ - Katusha-Alpecin - Lotto NL-Jumbo - Lotto-Soudal - Movistar Team - Orica-Scott - Quick-Step Floors - Sky - Team Sunweb - Trek-Segafredo - UAE Team Emirates Equipos continentales profesionales (4)- Aqua Blue Sport - CCC Sprandi Polkowice - Direct Énergie - Roompot-Nederlandse Loterij |
| |

## Recorrido
La Vuelta a Suiza presentó un recorrido con un guion que no cambia respecto al de las ediciones anteriores. La carrera siguió abriéndose y cerrándose con dos contrarrelojes individuales más las ineludibles citas con las cimas del país más montañoso de Europa. Este año la carrera contó con tres finales en alto situados en la cuarta etapa en Villars-sur-Ollon, también incluyendo La Punt tras la subida al puerto de La Punt Chamues-ch en la sexta etapa y al día siguiente, en la séptima etapa fue la clásica llegada austriaca de Sölden, a 2780 metros sobre el nivel del mar donde se vio quiénes decidieron la general final con la Contrarreloj individual de casi 28,6 kilómetros.
| Etapa     | Fecha     | Recorrido                    | type                    | Distancia (km) | Ganador            | Líder              |
| --------- | --------- | ---------------------------- | ----------------------- | -------------- | ------------------ | ------------------ |
| Prólogo   | 10 de jun | Cham – Cham                  | prólogo                 | 6              | Rohan Dennis       | Rohan Dennis       |
| 1.ª etapa | 11 de jun | Cham – Cham                  | etapa escarpada         | 172,7          | Philippe Gilbert   | Stefan Küng        |
| 2.ª etapa | 12 de jun | Menziken – Berna             | etapa escarpada         | 159,3          | Michael Matthews   | Michael Matthews   |
| 3.ª etapa | 13 de jun | Berna – Villars-sur-Ollon    | etapa de montaña        | 150,2          | Lawrence Warbasse  | Damiano Caruso     |
| 4.ª etapa | 14 de jun | Bex – Cevio                  | etapa de media montaña  | 222            | Peter Sagan        | Damiano Caruso     |
| 5.ª etapa | 15 de jun | Locarno – La Punt Chamues-ch | etapa de montaña        | 166,7          | Domenico Pozzovivo | Domenico Pozzovivo |
| 6.ª etapa | 16 de jun | Zernez – Sölden              | etapa de montaña        | 160,8          | Simon Špilak       | Simon Špilak       |
| 7.ª etapa | 17 de jun | Schaffhausen – Schaffhausen  | etapa escarpada         | 100            | Peter Sagan        | Simon Špilak       |
| 8.ª etapa | 18 de jun | Schaffhausen – Schaffhausen  | contrarreloj individual | 28,6           | Rohan Dennis       | Simon Špilak       |

### Prólogo
| Cham - Cham | prólogo | (6 km) |

| \| Clasificación de la etapa \| Clasificación de la etapa \| Clasificación de la etapa \| Clasificación de la etapa \| Clasificación de la etapa \| \| Ciclista \| Ciclista \| Equipo \| Tiempo \| \| \| ------------------------- \| ------------------------- \| ------------------------- \| ------------------------- \| ------------------------- \| \| 1.º \| Rohan Dennis \| BMC Racing Team \| + 6 min 24 s \| \| \| 2.º \| Stefan Küng \| BMC Racing Team \| + 8 s \| \| \| 3.º \| Matthias Brändle \| Trek-Segafredo \| + 9 s \| \| \| 4.º \| Michael Matthews \| Team Sunweb \| + 9 s \| \| \| 5.º \| Tom Dumoulin \| Team Sunweb \| + 9 s \| \| \| 6.º \| Jonathan Castroviejo \| Movistar Team \| + 11 s \| \| \| 7.º \| Lars Boom \| LottoNL-Jumbo \| + 12 s \| \| \| 8.º \| Ryan Mullen \| Cannondale-Drapac \| + 13 s \| \| \| 9.º \| Steven Lammertink \| LottoNL-Jumbo \| + 14 s \| \| \| 10.º \| Martin Elmiger \| BMC Racing Team \| + 14 s \| \| |                      |                   |              |
| |                      |                   |              |
| Fuente: ProCyclingStats |                      |                   |              |
| Clasificación de la etapa |                      |                   |              |
| Ciclista | Ciclista             | Equipo            | Tiempo       |
| 1.º | Rohan Dennis         | BMC Racing Team   | + 6 min 24 s |
| 2.º | Stefan Küng          | BMC Racing Team   | + 8 s        |
| 3.º | Matthias Brändle     | Trek-Segafredo    | + 9 s        |
| 4.º | Michael Matthews     | Team Sunweb       | + 9 s        |
| 5.º | Tom Dumoulin         | Team Sunweb       | + 9 s        |
| 6.º | Jonathan Castroviejo | Movistar Team     | + 11 s       |
| 7.º | Lars Boom            | LottoNL-Jumbo     | + 12 s       |
| 8.º | Ryan Mullen          | Cannondale-Drapac | + 13 s       |
| 9.º | Steven Lammertink    | LottoNL-Jumbo     | + 14 s       |
| 10.º | Martin Elmiger       | BMC Racing Team   | + 14 s       |

| \| Clasificación general \| Clasificación general \| Clasificación general \| Clasificación general \| Clasificación general \| \| Ciclista \| Ciclista \| Equipo \| Tiempo \| \| \| --------------------- \| --------------------- \| --------------------- \| --------------------- \| --------------------- \| \| 1.º \| Rohan Dennis \| BMC Racing Team \| 6 min 24 s \| \| \| 2.º \| Stefan Küng \| BMC Racing Team \| + 8 s \| \| \| 3.º \| Matthias Brändle \| Trek-Segafredo \| + 9 s \| \| \| 4.º \| Michael Matthews \| Team Sunweb \| + 9 s \| \| \| 5.º \| Tom Dumoulin \| Team Sunweb \| + 9 s \| \| \| 6.º \| Jonathan Castroviejo \| Movistar Team \| + 11 s \| \| \| 7.º \| Lars Boom \| LottoNL-Jumbo \| + 12 s \| \| \| 8.º \| Ryan Mullen \| Cannondale-Drapac \| + 13 s \| \| \| 9.º \| Steven Lammertink \| LottoNL-Jumbo \| + 14 s \| \| \| 10.º \| Martin Elmiger \| BMC Racing Team \| + 14 s \| \| |                      |                   |            |
| |                      |                   |            |
| Fuente: ProCyclingStats |                      |                   |            |
| Clasificación general |                      |                   |            |
| Ciclista | Ciclista             | Equipo            | Tiempo     |
| 1.º | Rohan Dennis         | BMC Racing Team   | 6 min 24 s |
| 2.º | Stefan Küng          | BMC Racing Team   | + 8 s      |
| 3.º | Matthias Brändle     | Trek-Segafredo    | + 9 s      |
| 4.º | Michael Matthews     | Team Sunweb       | + 9 s      |
| 5.º | Tom Dumoulin         | Team Sunweb       | + 9 s      |
| 6.º | Jonathan Castroviejo | Movistar Team     | + 11 s     |
| 7.º | Lars Boom            | LottoNL-Jumbo     | + 12 s     |
| 8.º | Ryan Mullen          | Cannondale-Drapac | + 13 s     |
| 9.º | Steven Lammertink    | LottoNL-Jumbo     | + 14 s     |
| 10.º | Martin Elmiger       | BMC Racing Team   | + 14 s     |

### 1.ª etapa
| Cham - Cham | etapa escarpada | (172,7 km) |

| \| Clasificación de la etapa \| Clasificación de la etapa \| Clasificación de la etapa \| Clasificación de la etapa \| Clasificación de la etapa \| \| Ciclista \| Ciclista \| Equipo \| Tiempo \| \| \| ------------------------- \| ------------------------- \| ------------------------- \| ------------------------- \| ------------------------- \| \| 1.º \| Philippe Gilbert \| Quick-Step Floors \| 4 h 22 min 36 s \| \| \| 2.º \| Patrick Bevin \| Cannondale-Drapac \| + 0 s \| \| \| 3.º \| Anthony Roux \| FDJ \| + 0 s \| \| \| 4.º \| Michael Albasini \| Orica-Scott \| + 0 s \| \| \| 5.º \| Matteo Trentin \| Quick-Step Floors \| + 0 s \| \| \| 6.º \| Marcus Burghardt \| Bora-Hansgrohe \| + 0 s \| \| \| 7.º \| Niccolò Bonifazio \| Bahrain-Merida \| + 0 s \| \| \| 8.º \| Peter Sagan \| Bora-Hansgrohe \| + 0 s \| \| \| 9.º \| Valerio Conti \| UAE Team Emirates \| + 0 s \| \| \| 10.º \| Michael Matthews \| Team Sunweb \| + 0 s \| \| |                   |                   |                 |
| |                   |                   |                 |
| Fuente: ProCyclingStats |                   |                   |                 |
| Clasificación de la etapa |                   |                   |                 |
| Ciclista | Ciclista          | Equipo            | Tiempo          |
| 1.º | Philippe Gilbert  | Quick-Step Floors | 4 h 22 min 36 s |
| 2.º | Patrick Bevin     | Cannondale-Drapac | + 0 s           |
| 3.º | Anthony Roux      | FDJ               | + 0 s           |
| 4.º | Michael Albasini  | Orica-Scott       | + 0 s           |
| 5.º | Matteo Trentin    | Quick-Step Floors | + 0 s           |
| 6.º | Marcus Burghardt  | Bora-Hansgrohe    | + 0 s           |
| 7.º | Niccolò Bonifazio | Bahrain-Merida    | + 0 s           |
| 8.º | Peter Sagan       | Bora-Hansgrohe    | + 0 s           |
| 9.º | Valerio Conti     | UAE Team Emirates | + 0 s           |
| 10.º | Michael Matthews  | Team Sunweb       | + 0 s           |

| \| Clasificación general \| Clasificación general \| Clasificación general \| Clasificación general \| Clasificación general \| \| Ciclista \| Ciclista \| Equipo \| Tiempo \| \| \| --------------------- \| --------------------- \| --------------------- \| --------------------- \| --------------------- \| \| 1.º \| Stefan Küng \| BMC Racing Team \| 4 h 29 min 08 s \| \| \| 2.º \| Michael Matthews \| Team Sunweb \| + 1 s \| \| \| 3.º \| Tom Dumoulin \| Team Sunweb \| + 1 s \| \| \| 4.º \| Lars Boom \| LottoNL-Jumbo \| + 4 s \| \| \| 5.º \| Peter Sagan \| Bora-Hansgrohe \| + 8 s \| \| \| 6.º \| Damiano Caruso \| BMC Racing Team \| + 10 s \| \| \| 7.º \| Michael Albasini \| Orica-Scott \| + 11 s \| \| \| 8.º \| Hugo Houle \| AG2R La Mondiale \| + 12 s \| \| \| 9.º \| Patrick Bevin \| Cannondale-Drapac \| + 13 s \| \| \| 10.º \| Matteo Trentin \| Quick-Step Floors \| + 14 s \| \| |                  |                   |                 |
| |                  |                   |                 |
| Fuente: ProCyclingStats |                  |                   |                 |
| Clasificación general |                  |                   |                 |
| Ciclista | Ciclista         | Equipo            | Tiempo          |
| 1.º | Stefan Küng      | BMC Racing Team   | 4 h 29 min 08 s |
| 2.º | Michael Matthews | Team Sunweb       | + 1 s           |
| 3.º | Tom Dumoulin     | Team Sunweb       | + 1 s           |
| 4.º | Lars Boom        | LottoNL-Jumbo     | + 4 s           |
| 5.º | Peter Sagan      | Bora-Hansgrohe    | + 8 s           |
| 6.º | Damiano Caruso   | BMC Racing Team   | + 10 s          |
| 7.º | Michael Albasini | Orica-Scott       | + 11 s          |
| 8.º | Hugo Houle       | AG2R La Mondiale  | + 12 s          |
| 9.º | Patrick Bevin    | Cannondale-Drapac | + 13 s          |
| 10.º | Matteo Trentin   | Quick-Step Floors | + 14 s          |

### 2.ª etapa
| Menziken - Berna | etapa escarpada | (159,3 km) |

| \| Clasificación de la etapa \| Clasificación de la etapa \| Clasificación de la etapa \| Clasificación de la etapa \| Clasificación de la etapa \| \| Ciclista \| Ciclista \| Equipo \| Tiempo \| \| \| ------------------------- \| ------------------------- \| ------------------------- \| ------------------------- \| ------------------------- \| \| 1.º \| Michael Matthews \| Team Sunweb \| 3 h 49 min 48 s \| \| \| 2.º \| Peter Sagan \| Bora-Hansgrohe \| + 0 s \| \| \| 3.º \| John Degenkolb \| Trek-Segafredo \| + 0 s \| \| \| 4.º \| Tim Wellens \| Lotto-Soudal \| + 0 s \| \| \| 5.º \| Michael Albasini \| Orica-Scott \| + 0 s \| \| \| 6.º \| Patrick Bevin \| Cannondale-Drapac \| + 0 s \| \| \| 7.º \| Arthur Vichot \| FDJ \| + 0 s \| \| \| 8.º \| Matteo Trentin \| Quick-Step Floors \| + 0 s \| \| \| 9.º \| Jan Bakelants \| AG2R La Mondiale \| + 0 s \| \| \| 10.º \| Damiano Caruso \| BMC Racing Team \| + 0 s \| \| |                  |                   |                 |
| |                  |                   |                 |
| Fuente: ProCyclingStats |                  |                   |                 |
| Clasificación de la etapa |                  |                   |                 |
| Ciclista | Ciclista         | Equipo            | Tiempo          |
| 1.º | Michael Matthews | Team Sunweb       | 3 h 49 min 48 s |
| 2.º | Peter Sagan      | Bora-Hansgrohe    | + 0 s           |
| 3.º | John Degenkolb   | Trek-Segafredo    | + 0 s           |
| 4.º | Tim Wellens      | Lotto-Soudal      | + 0 s           |
| 5.º | Michael Albasini | Orica-Scott       | + 0 s           |
| 6.º | Patrick Bevin    | Cannondale-Drapac | + 0 s           |
| 7.º | Arthur Vichot    | FDJ               | + 0 s           |
| 8.º | Matteo Trentin   | Quick-Step Floors | + 0 s           |
| 9.º | Jan Bakelants    | AG2R La Mondiale  | + 0 s           |
| 10.º | Damiano Caruso   | BMC Racing Team   | + 0 s           |

| \| Clasificación general \| Clasificación general \| Clasificación general \| Clasificación general \| Clasificación general \| \| Ciclista \| Ciclista \| Equipo \| Tiempo \| \| \| --------------------- \| --------------------- \| --------------------- \| --------------------- \| --------------------- \| \| 1.º \| Michael Matthews \| Team Sunweb \| 8 h 18 min 47 s \| \| \| 2.º \| Tom Dumoulin \| Team Sunweb \| + 10 s \| \| \| 3.º \| Peter Sagan \| Bora-Hansgrohe \| + 11 s \| \| \| 4.º \| Damiano Caruso \| BMC Racing Team \| + 19 s \| \| \| 5.º \| Michael Albasini \| Orica-Scott \| + 20 s \| \| \| 6.º \| Patrick Bevin \| Cannondale-Drapac \| + 22 s \| \| \| 7.º \| Matteo Trentin \| Quick-Step Floors \| + 23 s \| \| \| 8.º \| John Degenkolb \| Trek-Segafredo \| + 24 s \| \| \| 9.º \| Ion Izagirre \| Bahrain-Merida \| + 25 s \| \| \| 10.º \| Marc Soler \| Movistar Team \| + 25 s \| \| |                  |                   |                 |
| |                  |                   |                 |
| Fuente: ProCyclingStats |                  |                   |                 |
| Clasificación general |                  |                   |                 |
| Ciclista | Ciclista         | Equipo            | Tiempo          |
| 1.º | Michael Matthews | Team Sunweb       | 8 h 18 min 47 s |
| 2.º | Tom Dumoulin     | Team Sunweb       | + 10 s          |
| 3.º | Peter Sagan      | Bora-Hansgrohe    | + 11 s          |
| 4.º | Damiano Caruso   | BMC Racing Team   | + 19 s          |
| 5.º | Michael Albasini | Orica-Scott       | + 20 s          |
| 6.º | Patrick Bevin    | Cannondale-Drapac | + 22 s          |
| 7.º | Matteo Trentin   | Quick-Step Floors | + 23 s          |
| 8.º | John Degenkolb   | Trek-Segafredo    | + 24 s          |
| 9.º | Ion Izagirre     | Bahrain-Merida    | + 25 s          |
| 10.º | Marc Soler       | Movistar Team     | + 25 s          |

### 3.ª etapa
| Berna - Villars-sur-Ollon | etapa de montaña | (150,2 km) |

| \| Clasificación de la etapa \| Clasificación de la etapa \| Clasificación de la etapa \| Clasificación de la etapa \| Clasificación de la etapa \| \| Ciclista \| Ciclista \| Equipo \| Tiempo \| \| \| ------------------------- \| ------------------------- \| ------------------------- \| ------------------------- \| ------------------------- \| \| 1.º \| Lawrence Warbasse \| Aqua Blue Sport \| 3 h 48 min 55 s \| \| \| 2.º \| Damiano Caruso \| BMC Racing Team \| + 40 s \| \| \| 3.º \| Steven Kruijswijk \| LottoNL-Jumbo \| + 40 s \| \| \| 4.º \| Simon Špilak \| Katusha-Alpecin \| + 40 s \| \| \| 5.º \| Domenico Pozzovivo \| AG2R La Mondiale \| + 44 s \| \| \| 6.º \| Mathias Frank \| AG2R La Mondiale \| + 47 s \| \| \| 7.º \| Marc Soler \| Movistar Team \| + 59 s \| \| \| 8.º \| Miguel Ángel López \| Astana \| + 1 min 07 s \| \| \| 9.º \| Mikel Nieve \| Team Sky \| + 1 min 20 s \| \| \| 10.º \| Rui Alberto Costa \| UAE Team Emirates \| + 1 min 34 s \| \| |                    |                   |                 |
| |                    |                   |                 |
| |                    |                   |                 |
| Clasificación de la etapa |                    |                   |                 |
| Ciclista | Ciclista           | Equipo            | Tiempo          |
| 1.º | Lawrence Warbasse  | Aqua Blue Sport   | 3 h 48 min 55 s |
| 2.º | Damiano Caruso     | BMC Racing Team   | + 40 s          |
| 3.º | Steven Kruijswijk  | LottoNL-Jumbo     | + 40 s          |
| 4.º | Simon Špilak       | Katusha-Alpecin   | + 40 s          |
| 5.º | Domenico Pozzovivo | AG2R La Mondiale  | + 44 s          |
| 6.º | Mathias Frank      | AG2R La Mondiale  | + 47 s          |
| 7.º | Marc Soler         | Movistar Team     | + 59 s          |
| 8.º | Miguel Ángel López | Astana            | + 1 min 07 s    |
| 9.º | Mikel Nieve        | Team Sky          | + 1 min 20 s    |
| 10.º | Rui Alberto Costa  | UAE Team Emirates | + 1 min 34 s    |

| \| Clasificación general \| Clasificación general \| Clasificación general \| Clasificación general \| Clasificación general \| \| Ciclista \| Ciclista \| Equipo \| Tiempo \| \| \| --------------------- \| --------------------- \| --------------------- \| --------------------- \| --------------------- \| \| 1.º \| Damiano Caruso \| BMC Racing Team \| 12 h 08 min 35 s \| \| \| 2.º \| Steven Kruijswijk \| LottoNL-Jumbo \| + 15 s \| \| \| 3.º \| Domenico Pozzovivo \| AG2R La Mondiale \| + 24 s \| \| \| 4.º \| Simon Špilak \| Katusha-Alpecin \| + 24 s \| \| \| 5.º \| Marc Soler \| Movistar Team \| + 31 s \| \| \| 6.º \| Mathias Frank \| AG2R La Mondiale \| + 33 s \| \| \| 7.º \| Mikel Nieve \| Team Sky \| + 1 min 09 s \| \| \| 8.º \| Rui Alberto Costa \| UAE Team Emirates \| + 1 min 10 s \| \| \| 9.º \| Valerio Conti \| UAE Team Emirates \| + 1 min 20 s \| \| \| 10.º \| Miguel Ángel López \| Astana \| + 1 min 25 s \| \| |                    |                   |                  |
| |                    |                   |                  |
| |                    |                   |                  |
| Clasificación general |                    |                   |                  |
| Ciclista | Ciclista           | Equipo            | Tiempo           |
| 1.º | Damiano Caruso     | BMC Racing Team   | 12 h 08 min 35 s |
| 2.º | Steven Kruijswijk  | LottoNL-Jumbo     | + 15 s           |
| 3.º | Domenico Pozzovivo | AG2R La Mondiale  | + 24 s           |
| 4.º | Simon Špilak       | Katusha-Alpecin   | + 24 s           |
| 5.º | Marc Soler         | Movistar Team     | + 31 s           |
| 6.º | Mathias Frank      | AG2R La Mondiale  | + 33 s           |
| 7.º | Mikel Nieve        | Team Sky          | + 1 min 09 s     |
| 8.º | Rui Alberto Costa  | UAE Team Emirates | + 1 min 10 s     |
| 9.º | Valerio Conti      | UAE Team Emirates | + 1 min 20 s     |
| 10.º | Miguel Ángel López | Astana            | + 1 min 25 s     |

### 4.ª etapa
| Bex - Cevio | etapa de media montaña | (222 km) |

| \| Clasificación de la etapa \| Clasificación de la etapa \| Clasificación de la etapa \| Clasificación de la etapa \| Clasificación de la etapa \| \| Ciclista \| Ciclista \| Equipo \| Tiempo \| \| \| ------------------------- \| ------------------------- \| ------------------------- \| ------------------------- \| ------------------------- \| \| 1.º \| Peter Sagan \| Bora-Hansgrohe \| 5 h 15 min 50 s \| \| \| 2.º \| Michael Albasini \| Orica-Scott \| + 0 s \| \| \| 3.º \| Matteo Trentin \| Quick-Step Floors \| + 0 s \| \| \| 4.º \| Patrick Bevin \| Cannondale-Drapac \| + 0 s \| \| \| 5.º \| Niccolò Bonifazio \| Bahrain-Merida \| + 0 s \| \| \| 6.º \| Michael Matthews \| Team Sunweb \| + 0 s \| \| \| 7.º \| Sacha Modolo \| UAE Team Emirates \| + 0 s \| \| \| 8.º \| Oscar Gatto \| Astana \| + 0 s \| \| \| 9.º \| Aaron Gate \| Aqua Blue Sport \| + 0 s \| \| \| 10.º \| Owain Doull \| Team Sky \| + 0 s \| \| |                   |                   |                 |
| |                   |                   |                 |
| |                   |                   |                 |
| Clasificación de la etapa |                   |                   |                 |
| Ciclista | Ciclista          | Equipo            | Tiempo          |
| 1.º | Peter Sagan       | Bora-Hansgrohe    | 5 h 15 min 50 s |
| 2.º | Michael Albasini  | Orica-Scott       | + 0 s           |
| 3.º | Matteo Trentin    | Quick-Step Floors | + 0 s           |
| 4.º | Patrick Bevin     | Cannondale-Drapac | + 0 s           |
| 5.º | Niccolò Bonifazio | Bahrain-Merida    | + 0 s           |
| 6.º | Michael Matthews  | Team Sunweb       | + 0 s           |
| 7.º | Sacha Modolo      | UAE Team Emirates | + 0 s           |
| 8.º | Oscar Gatto       | Astana            | + 0 s           |
| 9.º | Aaron Gate        | Aqua Blue Sport   | + 0 s           |
| 10.º | Owain Doull       | Team Sky          | + 0 s           |

| \| Clasificación general \| Clasificación general \| Clasificación general \| Clasificación general \| Clasificación general \| \| Ciclista \| Ciclista \| Equipo \| Tiempo \| \| \| --------------------- \| --------------------- \| --------------------- \| --------------------- \| --------------------- \| \| 1.º \| Damiano Caruso \| BMC Racing Team \| 17 h 24 min 24 s \| \| \| 2.º \| Steven Kruijswijk \| LottoNL-Jumbo \| + 16 s \| \| \| 3.º \| Domenico Pozzovivo \| AG2R La Mondiale \| + 25 s \| \| \| 4.º \| Simon Špilak \| Katusha-Alpecin \| + 25 s \| \| \| 5.º \| Marc Soler \| Movistar Team \| + 32 s \| \| \| 6.º \| Mathias Frank \| AG2R La Mondiale \| + 34 s \| \| \| 7.º \| Mikel Nieve \| Team Sky \| + 1 min 10 s \| \| \| 8.º \| Rui Alberto Costa \| UAE Team Emirates \| + 1 min 11 s \| \| \| 9.º \| Valerio Conti \| UAE Team Emirates \| + 1 min 21 s \| \| \| 10.º \| Tao Geoghegan Hart \| Team Sky \| + 1 min 38 s \| \| |                    |                   |                  |
| |                    |                   |                  |
| |                    |                   |                  |
| Clasificación general |                    |                   |                  |
| Ciclista | Ciclista           | Equipo            | Tiempo           |
| 1.º | Damiano Caruso     | BMC Racing Team   | 17 h 24 min 24 s |
| 2.º | Steven Kruijswijk  | LottoNL-Jumbo     | + 16 s           |
| 3.º | Domenico Pozzovivo | AG2R La Mondiale  | + 25 s           |
| 4.º | Simon Špilak       | Katusha-Alpecin   | + 25 s           |
| 5.º | Marc Soler         | Movistar Team     | + 32 s           |
| 6.º | Mathias Frank      | AG2R La Mondiale  | + 34 s           |
| 7.º | Mikel Nieve        | Team Sky          | + 1 min 10 s     |
| 8.º | Rui Alberto Costa  | UAE Team Emirates | + 1 min 11 s     |
| 9.º | Valerio Conti      | UAE Team Emirates | + 1 min 21 s     |
| 10.º | Tao Geoghegan Hart | Team Sky          | + 1 min 38 s     |

### 5.ª etapa
| Locarno - La Punt Chamues-ch | etapa de montaña | (166,7 km) |

| \| Clasificación de la etapa \| Clasificación de la etapa \| Clasificación de la etapa \| Clasificación de la etapa \| Clasificación de la etapa \| \| Ciclista \| Ciclista \| Equipo \| Tiempo \| \| \| ------------------------- \| ------------------------- \| ------------------------- \| ------------------------- \| ------------------------- \| \| 1.º \| Domenico Pozzovivo \| AG2R La Mondiale \| 4 h 38 min 49 s \| \| \| 2.º \| Rui Alberto Costa \| UAE Team Emirates \| + 4 s \| \| \| 3.º \| Ion Izagirre \| Bahrain-Merida \| + 4 s \| \| \| 4.º \| Mathias Frank \| AG2R La Mondiale \| + 4 s \| \| \| 5.º \| Simon Špilak \| Katusha-Alpecin \| + 12 s \| \| \| 6.º \| Steven Kruijswijk \| LottoNL-Jumbo \| + 12 s \| \| \| 7.º \| Damiano Caruso \| BMC Racing Team \| + 15 s \| \| \| 8.º \| Pello Bilbao \| Astana \| + 18 s \| \| \| 9.º \| Marc Soler \| Movistar Team \| + 18 s \| \| \| 10.º \| Michael Woods \| Cannondale-Drapac \| + 21 s \| \| |                    |                   |                 |
| |                    |                   |                 |
| |                    |                   |                 |
| Clasificación de la etapa |                    |                   |                 |
| Ciclista | Ciclista           | Equipo            | Tiempo          |
| 1.º | Domenico Pozzovivo | AG2R La Mondiale  | 4 h 38 min 49 s |
| 2.º | Rui Alberto Costa  | UAE Team Emirates | + 4 s           |
| 3.º | Ion Izagirre       | Bahrain-Merida    | + 4 s           |
| 4.º | Mathias Frank      | AG2R La Mondiale  | + 4 s           |
| 5.º | Simon Špilak       | Katusha-Alpecin   | + 12 s          |
| 6.º | Steven Kruijswijk  | LottoNL-Jumbo     | + 12 s          |
| 7.º | Damiano Caruso     | BMC Racing Team   | + 15 s          |
| 8.º | Pello Bilbao       | Astana            | + 18 s          |
| 9.º | Marc Soler         | Movistar Team     | + 18 s          |
| 10.º | Michael Woods      | Cannondale-Drapac | + 21 s          |

| \| Clasificación general \| Clasificación general \| Clasificación general \| Clasificación general \| Clasificación general \| \| Ciclista \| Ciclista \| Equipo \| Tiempo \| \| \| --------------------- \| --------------------- \| --------------------- \| --------------------- \| --------------------- \| \| 1.º \| Domenico Pozzovivo \| AG2R La Mondiale \| 22 h 03 min 28 s \| \| \| 2.º \| Damiano Caruso \| BMC Racing Team \| + 0 s \| \| \| 3.º \| Steven Kruijswijk \| LottoNL-Jumbo \| + 13 s \| \| \| 4.º \| Simon Špilak \| Katusha-Alpecin \| + 22 s \| \| \| 5.º \| Mathias Frank \| AG2R La Mondiale \| + 23 s \| \| \| 6.º \| Marc Soler \| Movistar Team \| + 35 s \| \| \| 7.º \| Rui Alberto Costa \| UAE Team Emirates \| + 54 s \| \| \| 8.º \| Mikel Nieve \| Team Sky \| + 1 min 19 s \| \| \| 9.º \| Pello Bilbao \| Astana \| + 1 min 42 s \| \| \| 10.º \| Valerio Conti \| UAE Team Emirates \| + 3 min 02 s \| \| |                    |                   |                  |
| |                    |                   |                  |
| |                    |                   |                  |
| Clasificación general |                    |                   |                  |
| Ciclista | Ciclista           | Equipo            | Tiempo           |
| 1.º | Domenico Pozzovivo | AG2R La Mondiale  | 22 h 03 min 28 s |
| 2.º | Damiano Caruso     | BMC Racing Team   | + 0 s            |
| 3.º | Steven Kruijswijk  | LottoNL-Jumbo     | + 13 s           |
| 4.º | Simon Špilak       | Katusha-Alpecin   | + 22 s           |
| 5.º | Mathias Frank      | AG2R La Mondiale  | + 23 s           |
| 6.º | Marc Soler         | Movistar Team     | + 35 s           |
| 7.º | Rui Alberto Costa  | UAE Team Emirates | + 54 s           |
| 8.º | Mikel Nieve        | Team Sky          | + 1 min 19 s     |
| 9.º | Pello Bilbao       | Astana            | + 1 min 42 s     |
| 10.º | Valerio Conti      | UAE Team Emirates | + 3 min 02 s     |

### 6.ª etapa
| Zernez - Sölden | etapa de montaña | (160,8 km) |

| \| Clasificación de la etapa \| Clasificación de la etapa \| Clasificación de la etapa \| Clasificación de la etapa \| Clasificación de la etapa \| \| Ciclista \| Ciclista \| Equipo \| Tiempo \| \| \| ------------------------- \| ------------------------- \| ------------------------- \| ------------------------- \| ------------------------- \| \| 1.º \| Simon Špilak \| Katusha-Alpecin \| 3 h 58 min 36 s \| \| \| 2.º \| Ion Izagirre \| Bahrain-Merida \| + 22 s \| \| \| 3.º \| Joe Dombrowski \| Cannondale-Drapac \| + 36 s \| \| \| 4.º \| Damiano Caruso \| BMC Racing Team \| + 1 min 04 s \| \| \| 5.º \| Steven Kruijswijk \| LottoNL-Jumbo \| + 1 min 04 s \| \| \| 6.º \| Jan Hirt \| CCC Sprandi Polkowice \| + 1 min 07 s \| \| \| 7.º \| Rein Taaramäe \| Katusha-Alpecin \| + 1 min 33 s \| \| \| 8.º \| Mikel Nieve \| Team Sky \| + 1 min 47 s \| \| \| 9.º \| Rui Alberto Costa \| UAE Team Emirates \| + 1 min 53 s \| \| \| 10.º \| Pello Bilbao \| Astana \| + 2 min 40 s \| \| |                   |                       |                 |
| |                   |                       |                 |
| |                   |                       |                 |
| Clasificación de la etapa |                   |                       |                 |
| Ciclista | Ciclista          | Equipo                | Tiempo          |
| 1.º | Simon Špilak      | Katusha-Alpecin       | 3 h 58 min 36 s |
| 2.º | Ion Izagirre      | Bahrain-Merida        | + 22 s          |
| 3.º | Joe Dombrowski    | Cannondale-Drapac     | + 36 s          |
| 4.º | Damiano Caruso    | BMC Racing Team       | + 1 min 04 s    |
| 5.º | Steven Kruijswijk | LottoNL-Jumbo         | + 1 min 04 s    |
| 6.º | Jan Hirt          | CCC Sprandi Polkowice | + 1 min 07 s    |
| 7.º | Rein Taaramäe     | Katusha-Alpecin       | + 1 min 33 s    |
| 8.º | Mikel Nieve       | Team Sky              | + 1 min 47 s    |
| 9.º | Rui Alberto Costa | UAE Team Emirates     | + 1 min 53 s    |
| 10.º | Pello Bilbao      | Astana                | + 2 min 40 s    |

| \| Clasificación general \| Clasificación general \| Clasificación general \| Clasificación general \| Clasificación general \| \| Ciclista \| Ciclista \| Equipo \| Tiempo \| \| \| --------------------- \| --------------------- \| --------------------- \| --------------------- \| --------------------- \| \| 1.º \| Simon Špilak \| Katusha-Alpecin \| 26 h 02 min 16 s \| \| \| 2.º \| Damiano Caruso \| BMC Racing Team \| + 52 s \| \| \| 3.º \| Steven Kruijswijk \| LottoNL-Jumbo \| + 1 min 05 s \| \| \| 4.º \| Domenico Pozzovivo \| AG2R La Mondiale \| + 2 min 28 s \| \| \| 5.º \| Rui Alberto Costa \| UAE Team Emirates \| + 2 min 35 s \| \| \| 6.º \| Mathias Frank \| AG2R La Mondiale \| + 2 min 51 s \| \| \| 7.º \| Mikel Nieve \| Team Sky \| + 2 min 54 s \| \| \| 8.º \| Ion Izagirre \| Bahrain-Merida \| + 3 min 51 s \| \| \| 9.º \| Marc Soler \| Movistar Team \| + 4 min 07 s \| \| \| 10.º \| Pello Bilbao \| Astana \| + 4 min 10 s \| \| |                    |                   |                  |
| |                    |                   |                  |
| |                    |                   |                  |
| Clasificación general |                    |                   |                  |
| Ciclista | Ciclista           | Equipo            | Tiempo           |
| 1.º | Simon Špilak       | Katusha-Alpecin   | 26 h 02 min 16 s |
| 2.º | Damiano Caruso     | BMC Racing Team   | + 52 s           |
| 3.º | Steven Kruijswijk  | LottoNL-Jumbo     | + 1 min 05 s     |
| 4.º | Domenico Pozzovivo | AG2R La Mondiale  | + 2 min 28 s     |
| 5.º | Rui Alberto Costa  | UAE Team Emirates | + 2 min 35 s     |
| 6.º | Mathias Frank      | AG2R La Mondiale  | + 2 min 51 s     |
| 7.º | Mikel Nieve        | Team Sky          | + 2 min 54 s     |
| 8.º | Ion Izagirre       | Bahrain-Merida    | + 3 min 51 s     |
| 9.º | Marc Soler         | Movistar Team     | + 4 min 07 s     |
| 10.º | Pello Bilbao       | Astana            | + 4 min 10 s     |

### 7.ª etapa
| Schaffhausen - Schaffhausen | etapa escarpada | (100 km) |

| \| Clasificación de la etapa \| Clasificación de la etapa \| Clasificación de la etapa \| Clasificación de la etapa \| Clasificación de la etapa \| \| Ciclista \| Ciclista \| Equipo \| Tiempo \| \| \| ------------------------- \| ------------------------- \| ------------------------- \| ------------------------- \| ------------------------- \| \| 1.º \| Peter Sagan \| Bora-Hansgrohe \| 1 h 57 min 34 s \| \| \| 2.º \| Sacha Modolo \| UAE Team Emirates \| + 0 s \| \| \| 3.º \| Matteo Trentin \| Quick-Step Floors \| + 0 s \| \| \| 4.º \| Magnus Cort \| Orica-Scott \| + 0 s \| \| \| 5.º \| Niccolò Bonifazio \| Bahrain-Merida \| + 0 s \| \| \| 6.º \| Michael Matthews \| Team Sunweb \| + 0 s \| \| \| 7.º \| John Degenkolb \| Trek-Segafredo \| + 0 s \| \| \| 8.º \| Oscar Gatto \| Astana \| + 0 s \| \| \| 9.º \| Kévin Réza \| FDJ \| + 0 s \| \| \| 10.º \| Salvatore Puccio \| Team Sky \| + 0 s \| \| |                   |                   |                 |
| |                   |                   |                 |
| |                   |                   |                 |
| Clasificación de la etapa |                   |                   |                 |
| Ciclista | Ciclista          | Equipo            | Tiempo          |
| 1.º | Peter Sagan       | Bora-Hansgrohe    | 1 h 57 min 34 s |
| 2.º | Sacha Modolo      | UAE Team Emirates | + 0 s           |
| 3.º | Matteo Trentin    | Quick-Step Floors | + 0 s           |
| 4.º | Magnus Cort       | Orica-Scott       | + 0 s           |
| 5.º | Niccolò Bonifazio | Bahrain-Merida    | + 0 s           |
| 6.º | Michael Matthews  | Team Sunweb       | + 0 s           |
| 7.º | John Degenkolb    | Trek-Segafredo    | + 0 s           |
| 8.º | Oscar Gatto       | Astana            | + 0 s           |
| 9.º | Kévin Réza        | FDJ               | + 0 s           |
| 10.º | Salvatore Puccio  | Team Sky          | + 0 s           |

| \| Clasificación general \| Clasificación general \| Clasificación general \| Clasificación general \| Clasificación general \| \| Ciclista \| Ciclista \| Equipo \| Tiempo \| \| \| --------------------- \| --------------------- \| --------------------- \| --------------------- \| --------------------- \| \| 1.º \| Simon Špilak \| Katusha-Alpecin \| 27 h 59 min 50 s \| \| \| 2.º \| Damiano Caruso \| BMC Racing Team \| + 52 s \| \| \| 3.º \| Steven Kruijswijk \| LottoNL-Jumbo \| + 1 min 05 s \| \| \| 4.º \| Domenico Pozzovivo \| AG2R La Mondiale \| + 2 min 28 s \| \| \| 5.º \| Rui Alberto Costa \| UAE Team Emirates \| + 2 min 35 s \| \| \| 6.º \| Mathias Frank \| AG2R La Mondiale \| + 2 min 51 s \| \| \| 7.º \| Mikel Nieve \| Team Sky \| + 2 min 54 s \| \| \| 8.º \| Ion Izagirre \| Bahrain-Merida \| + 3 min 51 s \| \| \| 9.º \| Marc Soler \| Movistar Team \| + 4 min 07 s \| \| \| 10.º \| Pello Bilbao \| Astana \| + 4 min 10 s \| \| |                    |                   |                  |
| |                    |                   |                  |
| |                    |                   |                  |
| Clasificación general |                    |                   |                  |
| Ciclista | Ciclista           | Equipo            | Tiempo           |
| 1.º | Simon Špilak       | Katusha-Alpecin   | 27 h 59 min 50 s |
| 2.º | Damiano Caruso     | BMC Racing Team   | + 52 s           |
| 3.º | Steven Kruijswijk  | LottoNL-Jumbo     | + 1 min 05 s     |
| 4.º | Domenico Pozzovivo | AG2R La Mondiale  | + 2 min 28 s     |
| 5.º | Rui Alberto Costa  | UAE Team Emirates | + 2 min 35 s     |
| 6.º | Mathias Frank      | AG2R La Mondiale  | + 2 min 51 s     |
| 7.º | Mikel Nieve        | Team Sky          | + 2 min 54 s     |
| 8.º | Ion Izagirre       | Bahrain-Merida    | + 3 min 51 s     |
| 9.º | Marc Soler         | Movistar Team     | + 4 min 07 s     |
| 10.º | Pello Bilbao       | Astana            | + 4 min 10 s     |

### 8.ª etapa
| Schaffhausen - Schaffhausen | contrarreloj individual | (28,6 km) |

| \| Clasificación de la etapa \| Clasificación de la etapa \| Clasificación de la etapa \| Clasificación de la etapa \| Clasificación de la etapa \| \| Ciclista \| Ciclista \| Equipo \| Tiempo \| \| \| ------------------------- \| ------------------------- \| ------------------------- \| ------------------------- \| ------------------------- \| \| 1.º \| Rohan Dennis \| BMC Racing Team \| 36 min 30 s \| \| \| 2.º \| Stefan Küng \| BMC Racing Team \| + 29 s \| \| \| 3.º \| Damiano Caruso \| BMC Racing Team \| + 47 s \| \| \| 4.º \| Ion Izagirre \| Bahrain-Merida \| + 51 s \| \| \| 5.º \| Simon Špilak \| Katusha-Alpecin \| + 51 s \| \| \| 6.º \| Steven Kruijswijk \| LottoNL-Jumbo \| + 54 s \| \| \| 7.º \| Marc Soler \| Movistar Team \| + 58 s \| \| \| 8.º \| Domenico Pozzovivo \| AG2R La Mondiale \| + 1 min 00 s \| \| \| 9.º \| Tejay van Garderen \| BMC Racing Team \| + 1 min 02 s \| \| \| 10.º \| Patrick Bevin \| Cannondale-Drapac \| + 1 min 04 s \| \| |                    |                   |              |
| |                    |                   |              |
| |                    |                   |              |
| Clasificación de la etapa |                    |                   |              |
| Ciclista | Ciclista           | Equipo            | Tiempo       |
| 1.º | Rohan Dennis       | BMC Racing Team   | 36 min 30 s  |
| 2.º | Stefan Küng        | BMC Racing Team   | + 29 s       |
| 3.º | Damiano Caruso     | BMC Racing Team   | + 47 s       |
| 4.º | Ion Izagirre       | Bahrain-Merida    | + 51 s       |
| 5.º | Simon Špilak       | Katusha-Alpecin   | + 51 s       |
| 6.º | Steven Kruijswijk  | LottoNL-Jumbo     | + 54 s       |
| 7.º | Marc Soler         | Movistar Team     | + 58 s       |
| 8.º | Domenico Pozzovivo | AG2R La Mondiale  | + 1 min 00 s |
| 9.º | Tejay van Garderen | BMC Racing Team   | + 1 min 02 s |
| 10.º | Patrick Bevin      | Cannondale-Drapac | + 1 min 04 s |

## Clasificaciones finales
Las clasificaciones finalizaron de la siguiente forma:

### Clasificación general
| \| Clasificación general \| Clasificación general \| Clasificación general \| Clasificación general \| Clasificación general \| \| Ciclista \| Ciclista \| Equipo \| Tiempo \| \| \| --------------------- \| --------------------- \| --------------------- \| --------------------- \| --------------------- \| \| 1.º \| Simon Špilak \| Katusha-Alpecin \| 28 h 37 min 11 s \| \| \| 2.º \| Damiano Caruso \| BMC Racing Team \| + 48 s \| \| \| 3.º \| Steven Kruijswijk \| LottoNL-Jumbo \| + 1 min 08 s \| \| \| 4.º \| Domenico Pozzovivo \| AG2R La Mondiale \| + 2 min 37 s \| \| \| 5.º \| Rui Alberto Costa \| UAE Team Emirates \| + 3 min 09 s \| \| \| 6.º \| Ion Izagirre \| Bahrain-Merida \| + 3 min 51 s \| \| \| 7.º \| Mathias Frank \| AG2R La Mondiale \| + 4 min 00 s \| \| \| 8.º \| Marc Soler \| Movistar Team \| + 4 min 14 s \| \| \| 9.º \| Mikel Nieve \| Team Sky \| + 4 min 47 s \| \| \| 10.º \| Pello Bilbao \| Astana \| + 5 min 30 s \| \| |                    |                   |                  |
| |                    |                   |                  |
| Fuente: ProCyclingStats |                    |                   |                  |
| Clasificación general |                    |                   |                  |
| Ciclista | Ciclista           | Equipo            | Tiempo           |
| 1.º | Simon Špilak       | Katusha-Alpecin   | 28 h 37 min 11 s |
| 2.º | Damiano Caruso     | BMC Racing Team   | + 48 s           |
| 3.º | Steven Kruijswijk  | LottoNL-Jumbo     | + 1 min 08 s     |
| 4.º | Domenico Pozzovivo | AG2R La Mondiale  | + 2 min 37 s     |
| 5.º | Rui Alberto Costa  | UAE Team Emirates | + 3 min 09 s     |
| 6.º | Ion Izagirre       | Bahrain-Merida    | + 3 min 51 s     |
| 7.º | Mathias Frank      | AG2R La Mondiale  | + 4 min 00 s     |
| 8.º | Marc Soler         | Movistar Team     | + 4 min 14 s     |
| 9.º | Mikel Nieve        | Team Sky          | + 4 min 47 s     |
| 10.º | Pello Bilbao       | Astana            | + 5 min 30 s     |

### Clasificación por puntos
| Clasificación por puntos | Clasificación por puntos | Clasificación por puntos | Clasificación por puntos | Clasificación por puntos |
| Ciclista                 | Ciclista                 | Equipo                   | Puntos                   |                          |
| ------------------------ | ------------------------ | ------------------------ | ------------------------ | ------------------------ |
| 1.º                      | Peter Sagan              | Bora-Hansgrohe           | 37 pts                   |                          |
| 2.º                      | Damiano Caruso           | BMC Racing Team          | 25 pts                   |                          |
| 3.º                      | Stefan Küng              | BMC Racing Team          | 21 pts                   |                          |
| 4.º                      | Rohan Dennis             | BMC Racing Team          | 20 pts                   |                          |
| 5.º                      | Simon Špilak             | Katusha-Alpecin          | 18 pts                   |                          |
| 6.º                      | Michael Matthews         | Team Sunweb              | 18 pts                   |                          |
| 7.º                      | Ion Izagirre             | Bahrain-Merida           | 18 pts                   |                          |
| 8.º                      | Matteo Trentin           | Quick-Step Floors        | 15 pts                   |                          |
| 9.º                      | Michael Albasini         | Orica-Scott              | 14 pts                   |                          |
| 10.º                     | Lawrence Warbasse        | Aqua Blue Sport          | 13 pts                   |                          |

### Clasificación de la montaña
| Clasificación de la montaña | Clasificación de la montaña | Clasificación de la montaña | Clasificación de la montaña | Clasificación de la montaña |
| Ciclista                    | Ciclista                    | Equipo                      | Puntos                      |                             |
| --------------------------- | --------------------------- | --------------------------- | --------------------------- | --------------------------- |
| 1.º                         | Lasse Norman Leth           | Aqua Blue Sport             | 54 pts                      |                             |
| 2.º                         | Nick van der Lijke          | Roompot-Nederlandse Loterij | 45 pts                      |                             |
| 3.º                         | Damiano Caruso              | BMC Racing Team             | 31 pts                      |                             |
| 4.º                         | Jan Bakelants               | AG2R La Mondiale            | 28 pts                      |                             |
| 5.º                         | Simon Špilak                | Katusha-Alpecin             | 26 pts                      |                             |
| 6.º                         | Lawrence Warbasse           | Aqua Blue Sport             | 26 pts                      |                             |
| 7.º                         | Lars Petter Nordhaug        | Aqua Blue Sport             | 22 pts                      |                             |
| 8.º                         | Michael Woods               | Cannondale-Drapac           | 20 pts                      |                             |
| 9.º                         | Domenico Pozzovivo          | AG2R La Mondiale            | 19 pts                      |                             |
| 10.º                        | Benjamin King               | Dimension Data              | 18 pts                      |                             |

### Clasificación por equipos
| Clasificación por equipos | Clasificación por equipos | Clasificación por equipos | Clasificación por equipos |
| Equipo                    | Equipo                    | Tiempo                    |                           |
| ------------------------- | ------------------------- | ------------------------- | ------------------------- |
| 1.º                       | AG2R La Mondiale          | 86 h 12 min 42 s          |                           |
| 2.º                       | Movistar Team             | + 3 min 36 s              |                           |
| 3.º                       | Katusha-Alpecin           | + 18 min 37 s             |                           |
| 4.º                       | Bahrain-Merida            | + 19 min 47 s             |                           |
| 5.º                       | UAE Team Emirates         | + 21 min 38 s             |                           |
| 6.º                       | Sky                       | + 24 min 17 s             |                           |
| 7.º                       | BMC Racing Team           | + 44 min 56 s             |                           |
| 8.º                       | Cannondale-Drapac         | + 47 min 30 s             |                           |
| 9.º                       | Lotto NL-Jumbo            | + 51 min 50 s             |                           |
| 10.º                      | FDJ                       | + 1 h 10 min 16 s         |                           |

## Evolución de las clasificaciones
| Etapa                   | Ganador                 | Clasificación general | Clasificación de la montaña | Clasificación por puntos | Clasificación del mejor suizo | Clasificación por equipos |
| ----------------------- | ----------------------- | --------------------- | --------------------------- | ------------------------ | ----------------------------- | ------------------------- |
| Prólogo                 | Rohan Dennis            | Rohan Dennis          | No se entregó               | Rohan Dennis             | Stefan Küng                   | BMC Racing                |
| 1.ª                     | Philippe Gilbert        | Stefan Küng           | Lasse Norman Hansen         | Nicolas Dougall          | Stefan Küng                   | BMC Racing                |
| 2.ª                     | Michael Matthews        | Michael Matthews      | Lasse Norman Hansen         | Michael Matthews         | Michael Albasini              | Sunweb                    |
| 3.ª                     | Larry Warbasse          | Damiano Caruso        | Lasse Norman Hansen         | Michael Matthews         | Mathias Frank                 | AG2R La Mondiale          |
| 4.ª                     | Peter Sagan             | Damiano Caruso        | Lasse Norman Hansen         | Peter Sagan              | Mathias Frank                 | AG2R La Mondiale          |
| 5.ª                     | Domenico Pozzovivo      | Domenico Pozzovivo    | Lasse Norman Hansen         | Peter Sagan              | Mathias Frank                 | AG2R La Mondiale          |
| 6.ª                     | Simon Špilak            | Simon Špilak          | Lasse Norman Hansen         | Peter Sagan              | Mathias Frank                 | AG2R La Mondiale          |
| 7.ª                     | Peter Sagan             | Simon Špilak          | Lasse Norman Hansen         | Peter Sagan              | Mathias Frank                 | AG2R La Mondiale          |
| 8.ª                     | Rohan Dennis            | Simon Špilak          | Lasse Norman Hansen         | Peter Sagan              | Mathias Frank                 | AG2R La Mondiale          |
| Clasificaciones finales | Clasificaciones finales | Simon Špilak          | Lasse Norman Hansen         | Peter Sagan              | Mathias Frank                 | AG2R La Mondiale          |

## UCI World Ranking
La Vuelta a Suiza otorga puntos para el UCI WorldTour 2017 y el UCI World Ranking, este último para corredores de los equipos en las categorías UCI ProTeam, Profesional Continental y Equipos Continentales. Las siguientes tablas son el baremo de puntuación y los corredores que obtuvieron puntos:
| Posición              | 1.ª | 2.ª | 3.ª | 4.ª | 5.ª | 6.ª | 7.ª | 8.ª | 9.ª | 10.ª |
| Clasificación general | 500 | 400 | 325 | 275 | 225 | 175 | 150 | 125 | 100 | 85   |
| Por etapa             | 60  | 25  | 10  |     |     |     |     |     |     |      |
| Líder                 | 10  |     |     |     |     |     |     |     |     |      |

| Clasificación | Clasificación      | Clasificación    | Clasificación | Clasificación | Clasificación | Clasificación |
| Posición      | Ciclista           | Equipo           | General       | Etapa         | Líder         | Total         |
| ------------- | ------------------ | ---------------- | ------------- | ------------- | ------------- | ------------- |
| 1.º           | Simon Špilak       | Katusha-Alpecin  | 500           | 60            | 20            | 580           |
| 2.º           | Damiano Caruso     | BMC Racing       | 400           | 35            | 20            | 455           |
| 3.º           | Domenico Pozzovivo | Ag2r La Mondiale | 275           | 60            | 10            | 345           |
| 4.º           | Steven Kruijswijk  | LottoNL-Jumbo    | 325           | 10            | -             | 335           |
| 5.º           | Rui Costa          | UAE Emirates     | 225           | 25            | -             | 250           |
| 6.º           | Ion Izagirre       | Bahrain Merida   | 175           | 35            | -             | 210           |
| 7.º           | Mathias Frank      | Ag2r La Mondiale | 150           | -             | -             | 150           |
| 8.º           | Peter Sagan        | Bora-Hansgrohe   | -             | 145           | -             | 145           |
| 9.º           | Rohan Dennis       | BMC Racing       | -             | 120           | 10            | 130           |
| 10.º          | Marc Soler         | Movistar         | 125           | -             | -             | 125           |